# Lost & Profound
"Lost & Profound" er en dansk produceret sang sunget af Kristian Kjærlund. Kristian Kjærlund optrådte med sangen som hans vindersang i finalen i X Factor 2019.